# Teryn Ashley
Pour les articles homonymes, voir Ashley.
Teryn Ashley (née le 12 décembre 1978 à Boston, Massachusetts) est une joueuse de tennis américaine, professionnelle dans la première moitié des années 2000.

## Palmarès

### Titre en double dames
| No | Date       | Nom et lieu du tournoi | Catégorie | Dotation  | Surface    | Partenaire     | Finalistes                   | Score         |          |
| -- | ---------- | ---------------------- | --------- | --------- | ---------- | -------------- | ---------------------------- | ------------- | -------- |
| 1  | 30-12-2002 | ASB Classic Auckland   | Tier IV   | 140 000 $ | Dur (ext.) | Abigail Spears | Cara Black Elena Likhovtseva | 6-2, 2-6, 6-0 | Parcours |

### Finale en double dames
Aucune

## Parcours en Grand Chelem

### En simple dames
| Année | Open d'Australie | Open d'Australie | Internationaux de France | Internationaux de France | Wimbledon      | Wimbledon    | US Open         | US Open     |
| 2004  | -                | -                | 1er tour (1/64)          | Conchita Martínez        | 2e tour (1/32) | Alicia Molik | 1er tour (1/64) | Ai Sugiyama |

À droite du résultat, l’ultime adversaire.

### En double dames
| Année | Open d'Australie             | Open d'Australie         | Internationaux de France     | Internationaux de France   | Wimbledon                    | Wimbledon                 | US Open                      | US Open                       |
| ----- | ---------------------------- | ------------------------ | ---------------------------- | -------------------------- | ---------------------------- | ------------------------- | ---------------------------- | ----------------------------- |
| 2002  | -                            | -                        | -                            | -                          | -                            | -                         | 2e tour (1/16) Sarah Taylor  | M. Salerni Åsa Svensson       |
| 2003  | 1er tour (1/32) A. Spears    | Z. Gubacsi C. Granados   | 2e tour (1/16) A. Spears     | Cara Black Likhovtseva     | 1er tour (1/32) A. Spears    | Iva Majoli B. Rittner     | 2e tour (1/16) A. Spears     | E. Dementieva Krasnoroutskaïa |
| 2004  | -                            | -                        | 1er tour (1/32) Shenay Perry | Silvia Farina F. Schiavone | 1er tour (1/32) Shenay Perry | Els Callens Petra Mandula | 1er tour (1/32) E. Tatarkova | T. Garbin Tina Križan         |
| 2005  | 1er tour (1/32) L. Granville | Navrátilová M. Paštiková | -                            | -                          | -                            | -                         | 1er tour (1/32) J. Kirkland  | Mervana Jugić M. Paštiková    |

Sous le résultat, la partenaire ; à droite, l’ultime équipe adverse.

## Classements WTA en fin de saison

### En simple
| Année | 2001 | 2002 | 2003 | 2004 | 2005 |
| Rang  | 335  | 195  | 115  | 150  | 273  |

Source : (en) « Classements de Teryn Ashley », sur le site officiel du WTA Tour

### En double
| Année | 2001 | 2002 | 2003 | 2004 | 2005 |
| Rang  | 358  | 118  | 60   | 115  | 159  |

Source : (en) « Classements de Teryn Ashley », sur le site officiel du WTA Tour